# Moreton-in-Marsh
Pour les articles homonymes, voir Moreton.
Moreton-in-Marsh est un bourg anglais situé dans le district de Cotswold et le comté du Gloucestershire. En 2001, il avait une population de 3.200 habitants.

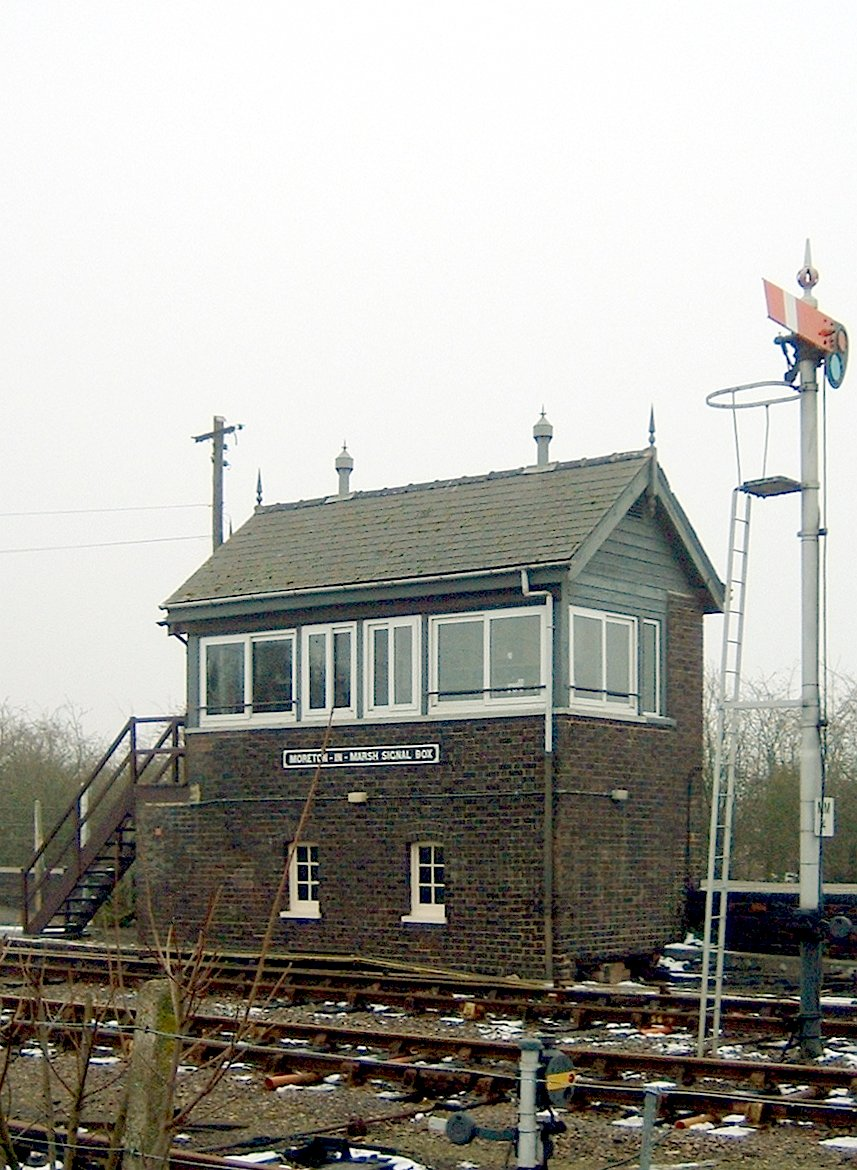
Gare de Moreton-in-Marsh.

Moreton-in-Marsh est situé à l'intersection de la Fosse Way (A429) et de l'A44. Les environs de la ville ont un relief relativement plat et de faible altitude même si Moreton est située à l'extrémité nord des Cotswolds.
La ville compte de nombreux bâtiments de caractère en pierre couleur miel, de nombreux magasins d'antiquité et plusieurs hôtels.
Moreton-in-Marsh est une localité touristique incluant de nombreuses attractions dont le Batsford Arboretum, une des plus grandes collections privées d'arbres rares d'Angleterre.
Le manoir anglo-indien de Sezincote House se trouve dans les environs.